# Schweizeritalienska
Schweizeritalienska (italienska italiano svizzera) är en italiensk dialekt som talas i Schweiz. Språket har varit officiellt på federal nivå sedan 1848.
Cirka 350 000 personer talar italienska i Schweiz, mestadels i Ticino och i södra delar av Graubünden. Omkring 8 procent av befolkningen har italienska som modersmål och 42 procent beräknas kunna lite italienska. Ticino är den enda kantonen i Schweiz där italienska är det mest talade språket. Detta har lett till att personer i Ticino kan ha en typ av identitetskris mellan Schweiz och Italien..

## Skillnader till standarditalienska
Gällande fonologi liknar schweizeritalienska mest italienska dialekter i Lombardiet.
Skillnaderna mellan standarditalienska och schweizeritalienska är för det mesta begränsade till vissa ordval, som till exempel:
| Schweizeritalienska | Standarditalienska | Svenska        |
| ------------------- | ------------------ | -------------- |
| attinenza           | provenienza        | ursprung       |
| autopostale         | pullman            | buss           |
| natel               | cellulare          | mobiltelefon   |
| azione              | offerta            | erbjudande     |
| bilux               | abbaglianti        | strålkastare   |
| servisol            | self service       | självbetjäning |
| comandare           | ordinare           | beställa       |

## Italiensk media i Schweiz
Det italienskspråkiga public service-bolaget i Schweiz är Radiotelevisione svizzera (RSI) som har två TV-kanaler och tre radiokanaler.
Några viktiga tidningar på italienska i Schweiz är:
- Corriere del Ticino
- laRegione Ticino
- Il Grigione Ticino
- Ticionline tio